# Флаг Новомалороссийского сельского поселения
Флаг муниципального образования Новомалоросси́йское сельское поселение Выселковского района Краснодарского края Российской Федерации — опознавательно-правовой знак, служащий официальным символом муниципального образования.
Флаг утверждён 8 октября 2007 года и внесён в Государственный геральдический регистр Российской Федерации с присвоением регистрационного номера 3660.

## Описание
«Полотнище с соотношением сторон 2:3, разделённое по горизонтали на 2 полосы: синюю и жёлтую — в соотношении 2:1. Посередине — белое, с чёрными контурами и деталями и с серыми тенями, изображение сокола (его лапы воспроизведены на фоне границы полос); в верхних углах полотнища — изображения цветов яблони. Размер каждого цветка составляет 1/4 ширины полотнища».

## Обоснование символики
Флаг языком символов и аллегорий отражает исторические, культурные и экономические особенности сельского поселения.
Синий цвет (лазурь) полотнища символизирует чистое небо, честь, искренность, добродетель, возвышенные устремления.
Жёлтый (золотой) цвет полотнища символизирует сельское хозяйство, величие, достаток и процветание, прочность. Жёлтый цвет (золото) аллегорично показывает неисчерпаемое богатство полей поселения, кубанское золото — хлеб.
Белый (серый) сокол является символом храбрости, силы, мужества, защиты и свободы. Белый цвет (серебро) символизирует совершенство, мудрость, благородство, мир.
Белые цветки яблони указывают на обилие яблоневых садов в хозяйствах поселения и в частных подворьях. Количество цветов — два, аллегорически указывают на два населённых пункта в поселении. Яблоневый цветок является символом обновления, расцвета и плодородия, долголетия и стремления к познанию.